# Gai, Banatul de Sud
Gai (în maghiară Gálya, în germană Galja, în sârbă Gaj) este un sat situat în partea de nord-est a Serbiei, în Voivodina. Aparține administrativ de comuna Cuvin. La recensământul din 2002 localitatea avea 3302 locuitori. Prima atestare documentară a localității datează din 1355.